# Puya lopezii
Puya lopezii är en gräsväxtart som beskrevs av Lyman Bradford Smith. Puya lopezii ingår i släktet Puya och familjen Bromeliaceae. Inga underarter finns listade i Catalogue of Life.